# 레온 바넷
리언 피터 바넷(Leon Peter Barnett, 1985년 11월 30일 ~ )는 잉글랜드의 전 축구 선수이다. 현역 시절 포지션은 수비수였다.